# Osiedle Leśne (Bydgoszcz)

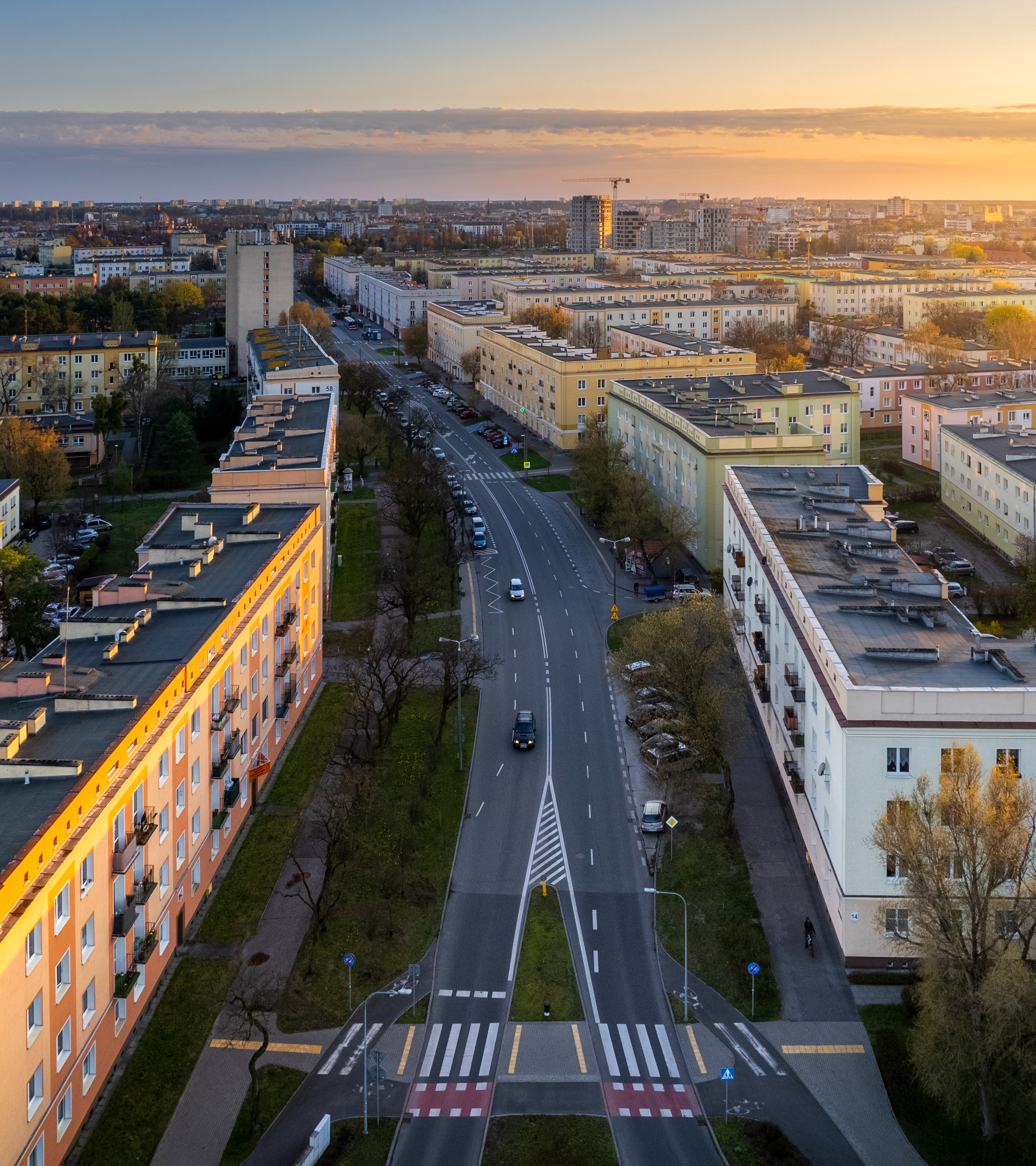
Widok wzdłuż ulicy Józefa Sułkowskiego

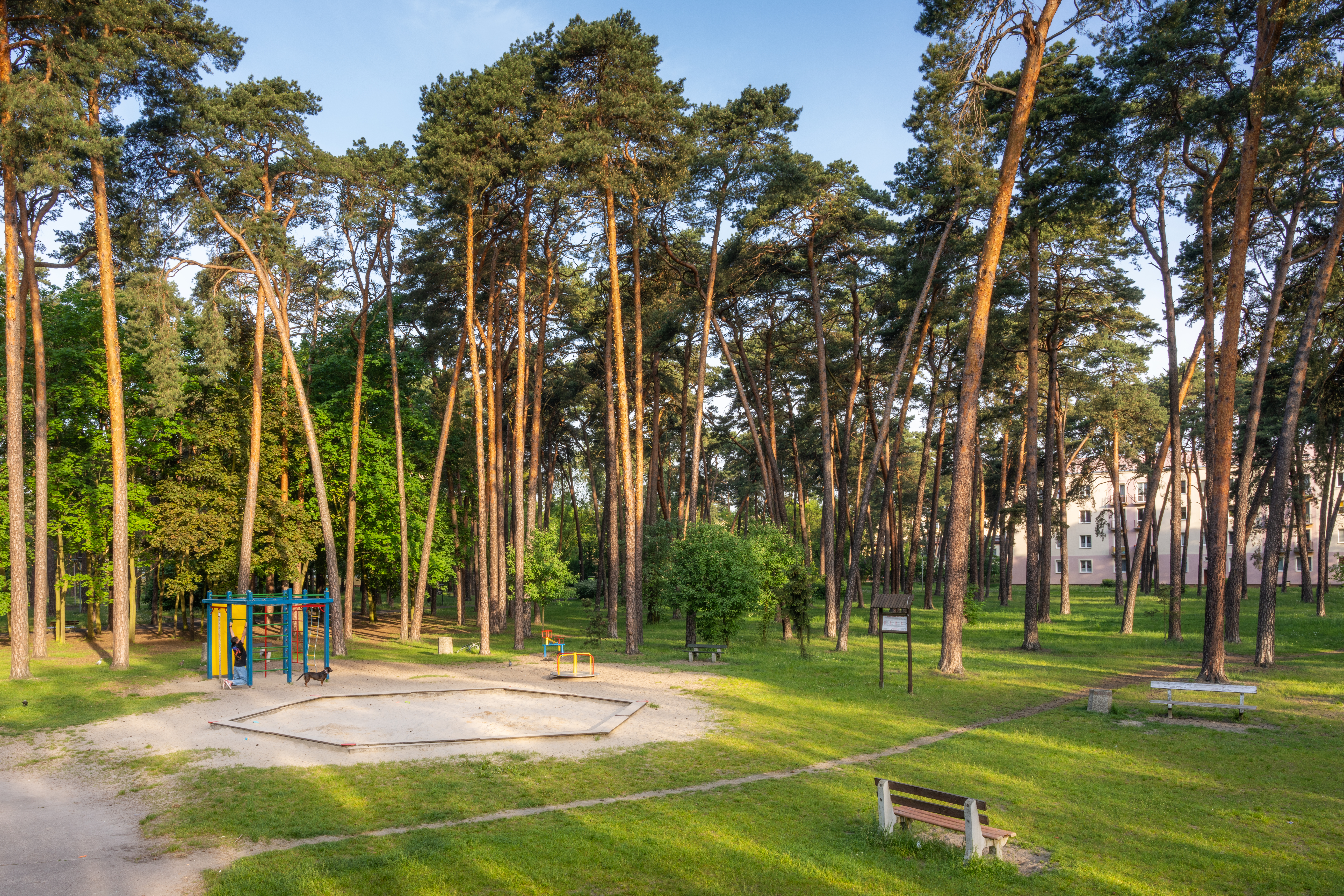
Park Bydgoskiego Harcerstwa (do 2017 im. Z. Załuskiego) na os. Leśnym

Osiedle Leśne – część miasta Bydgoszcz, osiedle położone na północnym skraju miasta obok Zawiszy, Bocianowa, Bielaw, Bartodziejów i Myślęcinka.
Ulice graniczne:
- Modrzewiowa (od północy)
- Aleja Kardynała Stefana Wyszyńskiego (dawniej droga krajowa nr 5 (E261); od wschodu)
- Kamienna (od południa)
- Gdańska (od zachodu)

## Historia
Pomysł budowy nowoczesnego osiedla, poza strefą zwartej zabudowy miejskiej, powstał już na początku lat 20. XX w. wraz z włączeniem w obszar miasta w kwietniu 1920 roku 18 podmiejskich gmin i powiększeniem jego obszaru z 845 ha do 6532 ha. Pojawiła się wówczas potrzeba określenia właściwej dla rozbudowującego się miasta polityki terenowej – 6 grudnia 1922 powołany został Komitet Rozbudowy Miasta, na czele którego stanął prezydent miasta.
Komitet ten 9 lutego następnego roku uchwalił między innymi rozszerzenie granic miasta w kierunku północnym i rozbudowę miasta aż poza stację wodociągów w Lesie Gdańskim. Rok później Komitet przyznał kredyty budowlane Banku Gospodarstwa Krajowego dwóm spółkom budowlanym, a w 1925 wystąpił z wnioskiem o przekazanie miastu terenów pod budowę nowego szpitala miejskiego i osiedli mieszkaniowych. W tym czasie powstał, opracowany przez inż. Bogdana Raczkowskiego, radcę budownictwa miejskiego, program rozbudowy mieszkaniowej Bydgoszczy.
Ponieważ rozwoju przestrzennego miasta nie można było realizować w oparciu o zdezaktualizowane i fragmentaryczne plany poniemieckie, Magistrat przystąpił w 1927 do opracowania planu rozbudowy, zlecając przygotowanie planu urbanistycznego warszawskiemu inż. arch. Stanisławowi Filipkowskiemu. Powołano też do życia miejską pracownię urbanistyczną. W oparciu o zatwierdzony w lipcu 1931 plan i uchwałę Rady Miejskiej przystąpiono do realizacji osiedla willowego w Lesie Gdańskim, którego obszar o powierzchni 105 ha włączono do Bydgoszczy w roku 1933.
Decyzja o rozbudowie miasta w kierunku północnym zapadła na posiedzeniu Rady Miasta Bydgoszczy 1 czerwca 1933 roku. Ówczesna Bydgoszcz kończyła się za budynkiem szkoły podchorążych przy ul. Gdańskiej; dalej na północ rósł już las. Decyzja radnych dotyczyła rozparcelowania obszarów leśnych należących do leśnictwa Bocianowo (10 ha po zachodniej i 20 ha po wschodniej stronie szosy gdańskiej). Ulica Gdańska miała na tym odcinku osiągnąć szerokość 100 metrów, co zamierzano uzyskać poprzez założenie pasów zieleni oraz 2 równoległych ulic dojazdowych. Za nimi miała się pojawić zwarta zabudowa dwupiętrowych domów, zwróconych frontem do ul. Gdańskiej, a za nimi rozciągać się miała zabudowa jednopiętrowa, skupiona przy wytyczonych równolegle ulicach. Z tyłu osiedla przewidywano luźną zabudowę w postaci parterowych domków. Ogółem zabudowa miała powstać na 320 parcelach o powierzchni 700 m kw. każda. 22,5 ha miała zająć zabudowa mieszkalna, pozostałą część miały stanowić skwery i ulice. Jedyną planowaną w tym rejonie inwestycją finansowaną ze środków publicznych miała być szkoła. Realizacja programu wymagała aprobaty ministerialnej dla przyjętych planów urbanistycznych, decyzji o komunalizacji państwowych gruntów leśnych oraz uruchomienia linii kredytowej w Banku Gospodarstwa Krajowego, do czego nie doszło.
Najstarsza część tego osiedla, z fragmentem blokowej zabudowy przy ówczesnej szosie gdańskiej (od numeru 208 do 220), powstała na terenie zaopatrzonym w drogi o twardej nawierzchni i sieć kanalizacyjno-wodociągową na podstawie uchwały Rady Miasta z 24 września 1936 r. i planu przygotowanego przez szefa Oddziału Urbanistyki i Komitetu Rozbudowy Miasta, inż. Stefana Pietrzaka, w latach 1936-1938. Realizację projektu nadzorowali kierownik Urzędu Budownictwa Naziemnego Bogdan Raczkowski oraz architekt miejski Kazimierz Orlicz.
Do wybuchu II wojny światowej zbudowano kilka domów wyodrębnionej równolegle do szosy gdańskiej, ale oddzielonej od niej pasem zieleni ul. Gdańskiej. Na wschód od niej wytyczono ulice Sosnową, Modrzewiową, Jodłową, Świerkową i Bukową przy których stanęły pierwsze wille (m.in. modernistyczna willa z 1938 przy ul. Modrzewiowej 4, proj. Józefa Wojciechowskiego). W znacznym stopniu zabudowano wówczas ul. Jodłową i fragmentarycznie ul. Świerkową o których tak pisał w „Przechadzkach po Bydgoszczy” w 1938 r. Wojciech Rzeźniacki – „...do atrakcji pierwszej kategorii należy między innymi wzorowe osiedle przy ulicy Gdańskiej, gdzie na terenach finansowanych przez Bank Gospodarstwa Krajowego, powstaje w szybkim tempie piękna i wyposażona we wszelkie nowoczesne urządzenia dzielnica willowa wśród wysokopiennego lasu sosnowego”. Dla ułatwienia mieszkańcom osiedla BGK, jak zaczęto je nazywać, dogodnej komunikacji z centrum miasta 10 października 1936 uruchomiono pierwszą linię autobusową nr 1 obsługiwaną przez autokary marki Fiat.
Po wojnie, w latach 1950–1956, w kwadracie ulic Świerkowa – Modrzewiowa – gen. Józefa Sułkowskiego – gen. Józefa Dwernickiego – Żołnierska, powstała zachodnia część osiedla. Zasadniczym elementem zabudowy tego fragmentu miasta stały się wzniesione w tradycyjnym systemie czterokondygnacyjne domy, wyższe przy głównych arteriach, niższe wewnątrz osiedla. Architektura osiedla charakteryzuje się szeregiem interesujących wnętrz i zespołów zieleni.
W celu zaopatrzenia osiedla w energię cieplną wyposażono je w lokalne ciepłownie przy ulicach Jaworowej, Sosnowej (obecnie: Czerkaskiej) i Modrzewiowej. Na potrzeby osiedla ułożono też magistralę gazową z starej gazowni przy ul. Jagiellońskiej oraz zbudowano od podstaw dwujezdniową al. 22 Lipca (obecnie: 11 Listopada) i odcinek ul. Sułkowskiego do torów dawnej linii kolejowej Bydgoszcz-Toruń przy ul. Modrzewiowej.
W 1954 wybudowano pierwszą na osiedlu Szkołę Podstawową nr 15 przy ul. Czerkaskiej 8, a w 1957 gmach IV Liceum Ogólnokształcącego przy ul. Kaliskiej 10. Wybudowano też pierwsze żłobki i przedszkola, zorganizowano filię Biblioteki Miejskiej, zaś w lipcu 1955 osiedle połączono, wydzieloną z ciągu drogowego ul. Gdańskiej, linią tramwajową nr 10. Na początku lat 60. uruchomiono linię autobusową łączącą osiedle Leśne z Błoniem (nr 52). W latach siedemdziesiątych po przyłączeniu Fordonu do Bydgoszczy (1973) uruchomiono linię nr 65 łączącą Osiedle Leśne z Fordonem. W następnych latach uruchamiano kolejne połączenia z Glinkami (nr 68) i Myślęcinkiem (nr 75). W latach 90. doszła linia łącząca osiedle Zawisza oraz osiedle Leśne z lotniskiem, oraz kilka prywatnych linii mikrobusowych i autobusowych. Zmieniono również bieg linii tramwajowych. Linię nr 10 skierowano na ul. Chodkiewicza, zaś na Zawiszę został skierowany tramwaj linii nr 4 (Dworzec Główny – Stadion Zawiszy, wraz z kursami nocnymi). W 1989 r. jednotorowa dotychczas trasa pomiędzy Artyleryjską a stadionem Zawiszy została rozbudowana i przedłużona do Leśnego Parku Kultury i Wypoczynku. W 1990 r. po likwidacji torowiska na ulicy Dworcowej, uruchomiono linię tramwajową na Kapuściska (nr 8) oraz na Wzgórze Wolności (nr 2). Po kilku miesiącach 8 zaczęła jeździć z Wilczaka, a zamiast 8 na osiedle dotarła linia nr 1 do stacji kolejowej Bydgoszcz Wschód. Od 2016 w związku z reorganizacją po wybudowaniu nowej linii tramwajowej na Fordon linia 1 dojeżdża na Wilczak, 2 – na Rondo Kujawskie, zaś 10 – na os. Niepodległości. Od 2014 roku spod dworca kolejowego odjeżdżają autobusy międzygminne 93 do miejscowości Niwy oraz 94 do Żołędowa; 5 grudnia 2022 dołączyła do nich linia nr 41 do Dobrcza.
W styczniu 1972 oddano do użytku zaprojektowany przez inż. Zdzisława Kozłowskiego pierwszy na osiedlu jedenastokondygnacyjny wieżowiec w którym mieścił się Hotel Garnizonowy i Klub Pomorskiego Okręgu Wojskowego. W latach 1959–1975, we wschodniej części osiedla, pomiędzy ulicami Sułkowskiego i Grabową zrealizowano budowę wielokondygnacyjnych budynków, w tym pięciu jedenastopiętrowych, zaprojektowanych przez projektantkę arch. Krystynę Jureko.
Wzniesiono kolejne szkoły podstawowe – w 1960 – nr 42 przy ówczesnej al. 22 Lipca (po 1970 w gmachu tym mieściło się VII LO o profilu sportowym) oraz nr 30 i, w roku szkolnym 1967/68, nr 20, obie przy ul. Grabowej. W dawnej Szkole Podstawowej nr 30, od 1980 mieści się Wydział Humanistyczny Uniwersytetu Kazimierza Wielkiego. W końcówce lat 60. oddano do użytku pierwszy odcinek nitki ujęcia wody z Czyżkówka, doprowadzono też gaz z nowej gazowni przy ul. Witebskiej. 11 września 1964 otwarto obwodnicę linii kolejowej Bydgoszcz-Toruń, która uwieńczyła wieloletnie starania o likwidację utrudniających szybką komunikację z osiedlem przejazdów na ulicach Gdańskiej i Sułkowskiego, w latach 1968/69 wybudowano przystanek kolejowy Bydgoszcz Leśna. W latach 1980–1983 wzniesiono ostatnie wielokondygnacyjne bloki u zbiegu ulic Stanisława Małachowskiego i Kasztanowej.
Na południowym skraju osiedla od 1912 usytuowane były obiekty Pomorskich Zakładów Budowy Maszyn „Zremb-Makrum”, powstałych w 1868 r. jako przedsiębiorstwo handlu maszynami rolniczymi. Od początku XX wieku produkowano tu maszyny parowe, lokomobile, później kompletne wyposażenie cukrowni, młynów, cegielni i cementowni. W okresie międzywojennym Towarzystwo Akcyjne Bydgoskich Zakładów Mechanicznych Hermana Löhnerta stanowiło jedną z pierwszych w kraju spółkę akcyjną. Na początku II dekady XXI wieku obiekty firmy zostały wyburzone pod przewidywaną tu galerię handlową, która jednak ostatecznie nie powstała, a pozostałe po fabryce grunty (ponad 10 ha) przeznaczono pod budowę osiedla mieszkaniowego, które docelowo może liczyć kilkanaście budynków z ponad 1000 mieszkań. Budowę pierwszego budynku wielorodzinnego na tym obszarze rozpoczęto 29 maja 2014, do sierpnia 2019 powstało sześć kolejnych, a w 2022 ukończono budowę najwyższego budynku na osiedlu.
10 czerwca 2019 przystąpiono do rozbiórki dotychczasowego (z 1984) i budowy nowego, wschodniego wiaduktu nad torami kolejowymi w ciągu al. Wyszyńskiego (wylot do Gdańska). Wykonawca (konsorcjum firm Want z Tczewa i Polwar z Gdańska) za kwotę 20,5 mln zł (o 3 mln zł więcej od kosztorysu inwestorskiego) zobowiązał się do realizacji zadania do 30 listopada 2019 (konstrukcja starego wiaduktu została zdemontowana  w dniach 25-27 sierpnia 2019). Nowy wiadukt, jednoprzęsłowy z łukami nośnymi, nasunięto w połowie listopada 2019, ale oddano go do częściowego użytku (1 pas ruchu) dopiero 2 stycznia, a całkowicie 31 marca 2020. Wkrótce potem, w kwietniu 2020 na zlecenie PKP PLK rozebrano stary, nieużytkowany od dawna wiadukt położony na wschód od współczesnego i wybudowany w czasie budowy magistrali węglowej. W marcu 2022 ogłoszono przetarg na rozbiórkę i budowę nowego wiaduktu zachodniego. Stary wiadukt zamknięto 20 września 2022, a nowy, zbudowany w jego miejsce przez kielecki Mostostal za niemal 29 mln zł, oddano do użytku 6 września 2023. Obydwa obiekty od lutego 2022 noszą imię Jana Nowaka-Jeziorańskiego.
W ciągu doby w obydwu kierunkach przejeżdża tędy ponad 15,3 tys. pojazdów.
W północno-wschodniej części osiedla, na terenie podmiejskiego lasu sosnowego, na powierzchni 16 ha, położony jest zorganizowany w 1965 Park Bydgoskiego Harcerstwa (do 2017 im. Zbigniewa Załuskiego); ponadto na całym osiedlu pielęgnowana jest tzw. zieleń osiedlowa, zwłaszcza w okolicach ul. 11 Listopada i we fragmencie wzdłuż zachodniej granicy osiedla, gdzie u zbiegu ulic Gdańskiej i Czerkaskiej w 1973 otwarto Muzeum Tradycji POW.
7 maja 2019 na skwerze Inwalidów Wojennych w ramach obchodów 100-lecia Związku Inwalidów Wojennych odsłonięto obelisk z napisem „W hołdzie żołnierzom – inwalidom z wojen 1914-18, 1919-1921, 1939-1945 i podziemia niepodległościowego – w setną rocznicę powstania Związku Inwalidów Wojennych Rzeczypospolitej Polskiej. Okręg Bydgoszcz ZIW RP, maj 2019 r.”. W 2022 zakończono rewitalizację tego skweru.

### Ulice na Leśnym
- 11 Listopada (dawniej 22 Lipca)
- Aleja Stefana Kardynała Wyszyńskiego
- Armii Krajowej
- Bukowa
- Cisowa
- Czerkaska (dawniej Sosnowa)
- Dębowa
- Gdańska
- Grabowa
- Jarzębinowa
- Jaworowa
- Joachima Lelewela
- Jodłowa
- Józefa Dwernickiego
- Józefa Sułkowskiego
- Kaliska
- Kamienna
- Kasztanowa
- Leśna
- Modrzewiowa
- Podchorążych
- Stanisława Małachowskiego
- Świerkowa
- Topolowa
- Żołnierska

## Oświata
- Szkoła Podstawowa nr 15
- Szkoła Podstawowa nr 20
- VII Liceum Ogólnokształcące im. Janusza Kusocińskiego
- Szkoła Podstawowa nr 31 z Oddziałami Sportowymi  i Mistrzostwa Sportowego
- budynek Wydziału Humanistycznego Uniwersytetu Kazimierza Wielkiego
- Niepubliczna Szkoła Podstawowa nr 1

## Opieka zdrowotna
- NZOZ Przychodnia Rejonowa „Leśna”
- Prywatna Klinika Okulistyczna „Oftalmika”
- Wojewódzka Przychodnia Zdrowia Psychicznego
- NZOZ Centrum Medyczne Gizińscy

## Przemysł
- Miejskie wodociągi

## Parafie
- Rzymskokatolicka parafia Zmartwychwstania Pańskiego

## Inne instytucje
- Klub Inspektoratu Wsparcia Sił Zbrojnych
- Pomorskie Muzeum Wojskowe
- Inspektorat Wsparcia Sił Zbrojnych
- Straż Miejska

## Komunikacja
Przez Osiedle Leśne kursują następujące linie autobusowe:
- 52:  Błonie – Dworzec Leśne – (warianty przedłużone: 52M – Myślęcinek i 52P – Podkowa)
- 57:  Błonie  – Dworzec Główny
- 65:  Dworzec Leśne – Nad Wisłą – (wybrane kursy Łoskoń)
- 68:  Dworzec Leśne – Glinki (Exploseum – Prądocińska)
- 80:  Port Lotniczy – Dworzec Główny
- 83:  Tatrzańskie – Czyżkówko
- 31N: Łoskoń – Dworzec Leśne – (wybrane kursy do Podkowy)
- 41:  Dworzec Leśne – Wudzyn
- 93:  Dworzec Leśne – Niwy (w oznaczonych kursach do Wilcza) – linia międzygminna
- 94:  Dworzec Leśne – Żołędowo – (z wariantem przez Maksymilianowo; w oznaczonych kursach do Nekli)) – linia międzygminna

Ulicą Gdańską kursują również linie tramwajowe:
- 1:   Las Gdański – Wilczak
- 2:   Kapuściska – Las Gdański
- 10:  Las Gdański – Niepodległości

Na osiedlu znajduje się również przystanek kolejowy Bydgoszcz Leśna przy ulicy Modrzewiowej.

## Ciekawostki
- Roczny budżet Inspektoratu Wsparcia Sił Zbrojnych wynosi około 5 miliardów złotych
- W latach młodości na Osiedlu Leśnym mieszkali urodzeni w Bydgoszczy Zbigniew Boniek, Jan Krzysztof Bielecki, Radosław Sikorski i Wojciech Gryniewicz
- Jesienią 2020 na ul. Lelewela (odcinek przy posesjach 45-51) posadzono 23 lipy odmiany „greenspire”, przystosowanej do sadzenia w przestrzeni miejskiej[25].
- Na Osiedlu Leśnym mieszkał i tworzył fotograf i fotografik Ildefons Bańkowski[26].